# Dennis Salanović
Dennis Salanović (* 26. Februar 1996 in Vaduz) ist ein liechtensteinisch-bosnischer Fussballspieler. 

## Karriere

### Verein
Salanović spielte von 2002 bis 2013 in der Jugend des FC Schaan. In der Spielzeit 2013/14 absolvierte er bei der 1. Mannschaft einige Spiele. Er spielte mit Schaan in der 3. Liga, der 7. Liga im Schweizer Ligensystem. Im Februar 2014 wechselte er nach einem Probetraining in die U-19 von Atlético Madrid. Dennis Salanović wurde als Liechtensteins Nachwuchsfussballer 2014 ausgezeichnet.
Im Februar 2015 wechselte er in die 1. HNL, die oberste kroatische Spielklasse, zum NK Istra 1961. Sein Debütspiel gab er am 21. März 2015, dem 26. Spieltag. Bei der 1:4-Niederlage gegen Dinamo Zagreb, kam er in der 66. Minute für Dino Špehar in die Partie.
Nach einem Jahr wechselte er am 15. Februar 2016 von Kroatien zurück in die Schweiz. Er unterschrieb bis zum 30. Juni 2016 einen Vertrag beim Liechtensteiner Fussballverein FC Balzers, der zu diesem Zeitpunkt in der 1. Liga der Schweiz spielt. Nach Ablauf seines Vertrages wechselte er am 1. Juli 2016 in die Promotion League zum FC Rapperswil-Jona. Hier unterschrieb er einen Vertrag bis zum 30. Juni 2019.
Im Juni 2018 wechselte Salanović in die höchste Schweizer Liga zum FC Thun, wo er einen Dreijahresvertrag mit Option unterzeichnete. Am Ende der Saison 2019/2020 stieg er mit seinem Verein in die zweitklassige Challenge League ab. Seit 13. Juli 2021 ist Salanović an den AC Oulu in die finnische Veikkausliiga ausgeliehen.

### Nationalmannschaft
Bei der Qualifikation zur Fussball-Europameisterschaft 2016, debütierte er am 8. September 2014 beim Qualifikationsspiel gegen Russland. Bei der 0:4-Niederlage stand er über 90 Minuten auf dem Platz.

## Erfolge
FC Rapperswil-Jona:
- Meister der Promotion League: 2017

## Auszeichnungen
- Liechtensteins Fussballer des Jahres: 2019
- Liechtensteins Nachwuchsfussballer des Jahres: 2014

## Sonstiges
Sein jüngerer Bruder Aaron Salanović (* 2001) ist ebenfalls Fussballspieler. Er steht derzeit beim USV Eschen-Mauren unter Vertrag und ist bis 2021 an den FC Ruggell ausgeliehen.